# Musée de l'Homme

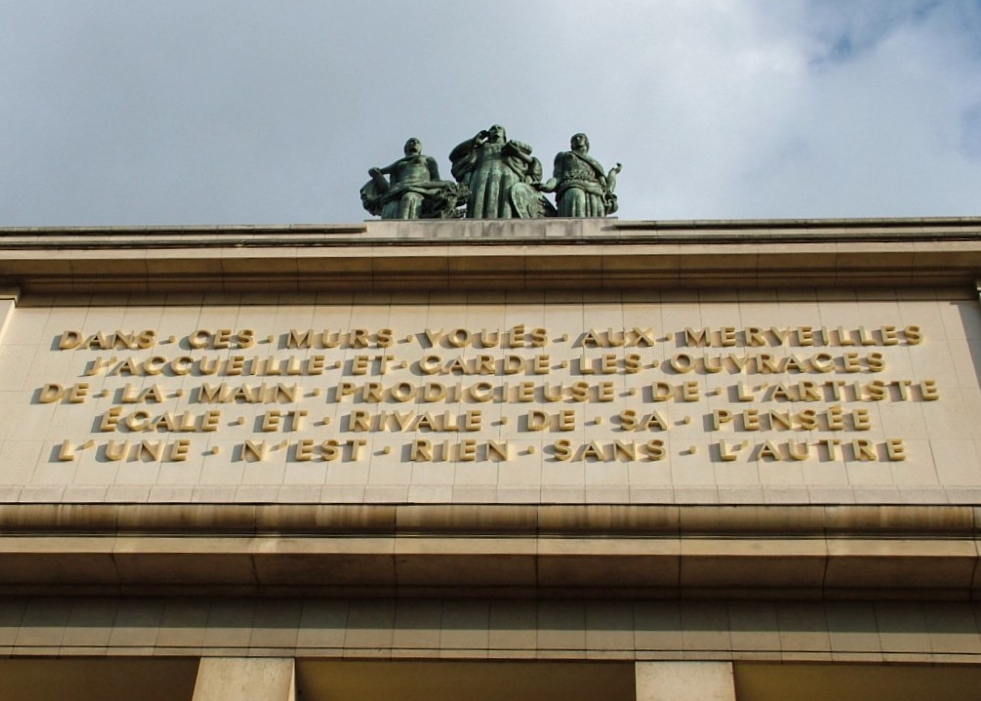
Musée de l'homme

Musée de l'Homme, "Människans museum", är en del av Chaillotpalatset i Paris, beläget i 16:e arrondissementet. Här finns det utställningar om evolutionen, jordens befolkningsutveckling, genetik, vad som fysiologiskt och anatomiskt skiljer olika folkslag åt, samt konst från olika delar av världen.
Museet har stora salar på nedre botten, en bar, samt en biograf vars program anknyter till utställningarna. Andra våningen är ägnad åt Europa och Afrika. Här presenteras afrikanska masker och färgglada träskulpturer. Museet har även en samling av abessinska målningar. Översta våningens samlingar är hämtade från polarländerna, Asien, Oceanien och Amerika.